# Tibor Nyilasi
Tibor Nyilasi va ser un destacat futbolista hongarès dels anys 70 i 80.
Nyilasi va néixer el 18 de gener del 1955 a Várpalota (Hongria). Signà pel Ferencvaros el 1972, club on va transcórrer la major part de la seva trajectòria pels camps de futbol. Fou traspassat a l'Austria Viena el 1983. Amb la selecció de futbol d'Hongria disputà 70 partits entre 1975 i 1985, marcant 32 gols. Representà el seu país a les fases finals de la Copa del Món de 1978 (on fou expulsat contra Argentina) i 1982. Un cop retirat fou entrenador del Ferencvaros.

## Trajectòria esportiva
- Ferencvaros: 1972-1983
- Austria Viena: 1983-1988